# Anton Grigorjew
Anton Władymirowicz Grigorjew, ros. Антон Владимирович Григорьев (ur. 13 grudnia 1985) – rosyjski piłkarz występujący na pozycji obrońcy w Ałaniji Władykaukaz.

## Kariera
Grigorjew jest wychowankiem CSKA Moskwa. Zadebiutował tam 22 kwietnia 2006 w ligowym spotkaniu z Saturnem Ramienskoje (2:0). Zagrał w jednym spotkaniu rozgrywek Ligi Mistrzów w sezonie 2006/2007. Był wypożyczony do Kubania Krasnodar w 2010 roku. W 2011 roku odszedł do Ałaniji Władykaukaz.

## Sukcesy
- 2. miejsce w Priemjer-Lidze : 2007
- 3. miejsce w Priemjer-Lidze : 2008
- zdobywca Pucharu Rosji : 2005, 2006, 2008, 2009
- zdobywca Superpucharu Rosji : 2009